# Komet Maury
Komet Maury (uradna oznaka je 115P/Maury) je periodični komet z obhodno dobo okoli 8,8 let. 
Komet pripada Jupitrovi družini kometov . 

## Odkritje
Komet je odkril francoski astronom Alain J. Maury 16. avgusta 1985 na Observatoriju Palomar v Kaliforniji, ZDA . 

## Lastnosti
Jedro kometa ima premer okoli 2.22 km .